# Agata Nowak (strzelczyni)
Agata Nowak (ur. 5 lutego 1996) – polska strzelczyni sportowa. Złota medalistka Letnich Igrzysk Olimpijskich Młodzieży 2014. Medalistka mistrzostw świata i Europy juniorów.
Nowak zaczęła uprawiać strzelectwo w wieku 14 lat. Jej rodzice również uprawiali tę dyscyplinę sportu.
W imprezach międzynarodowych rangi mistrzowskiej zadebiutowała w 2013 roku. Wystartowała wówczas w mistrzostwach Europy juniorów. W konkurencji pistoletu sportowego z odległości 25 metrów, rozgrywanej w Osijeku, zajęła 19. pozycję, a w konkurencji pistoletu pneumatycznego z odległości 10 metrów, rozegranej w Odense, zajęła 6. pozycję. Ponadto, wraz z Joanną Tomalą i Klaudią Breś, w drugiej z tych konkurencji zdobyła mistrzostwo Europy juniorów w rywalizacji drużynowej. Polki zdobyły wówczas łącznie 1141 punktów, wyrównując tym samym drużynowy rekord Europy w tej konkurencji, ustanowiony przez Rosjanki w 2005 roku.
Rok później Nowak ponownie wzięła udział w rywalizacji najlepszych juniorów w Europie, gdzie w konkurencji pistoletu pneumatycznego z odległości 10 metrów, rozegranej w Moskwie, uplasowała się na 11. miejscu. W rywalizacji drużynowej w tej konkurencji Polki, startujące, podobnie jak rok wcześniej, w składzie Nowak, Breś, Tomala, ponownie zwyciężyły, ustanawiając wynikiem 1148 punktów nowy drużynowy rekord świata i Europy juniorek w tej konkurencji. W 2014 roku, po otrzymaniu od organizatorów dzikiej karty, została również zgłoszona do Letnich Igrzysk Olimpijskich Młodzieży 2014 w Nankinie. W konkurencji pistoletu pneumatycznego z odległości 10 metrów zdobyła złoty medal. We wrześniu 2014 roku wystartowała w mistrzostwach świata juniorów rozgrywanych w Grenadzie. W konkurencji pistoletu sportowego indywidualnie zajęła 6. pozycję, a w drużynie, wspólnie z Tomalą i Breś, była czwarta. Z kolei w pistolecie pneumatycznym z odległości 10 metrów indywidualnie zajęła 18. miejsce, a w drużynie, ponownie wspólnie z Tomalą i Breś, zdobyła mistrzostwo świata juniorek.
Nowak wielokrotnie zdobywała medale mistrzostw Polski w strzelectwie w różnych konkurencjach, zarówno w rywalizacji indywidualnej, jak i drużynowej – czyniła to między innymi w latach 2012, 2013 i 2014.